# Нуно Пинто
Нуно Пинто е португалски футболист, защитник. Играе като ляв бек или ляв халф. От началото на 2012 до 2013 г. играе за Левски (София). Трансферната му цена е 1 млн. евро.

## Кариера
Започва кариерата си в Боавища като полузащитник. Даван е на 2 пъти под наем – във Вилановенсе и в Трофенсе. От 2008 г. е футболист на Насионал Мадейра, но там трудно се налага и е непостоянен в изявите си. Изиграва 46 мача и вкарва 1 попадение. На 29 декември 2011 г. преминава медицински тестове в Левски
Договорът на играча е за 2 години и влиза в сила от 4 януари 2012 г.
На 4 януари Пинто е представен официално и взима фланелка с номер 28. По време на предсезонната подготовка получава травма срещу БАТЕ Борисов, но се възстановява за началото на първенството и срещу Черно море записва първият си мач. Португалецът се утвърждава като титуляр на позицията ляв бек, измействайки Орлин Старокин. Той напуска Левски през 2013 г.